# ۱۹۲۰

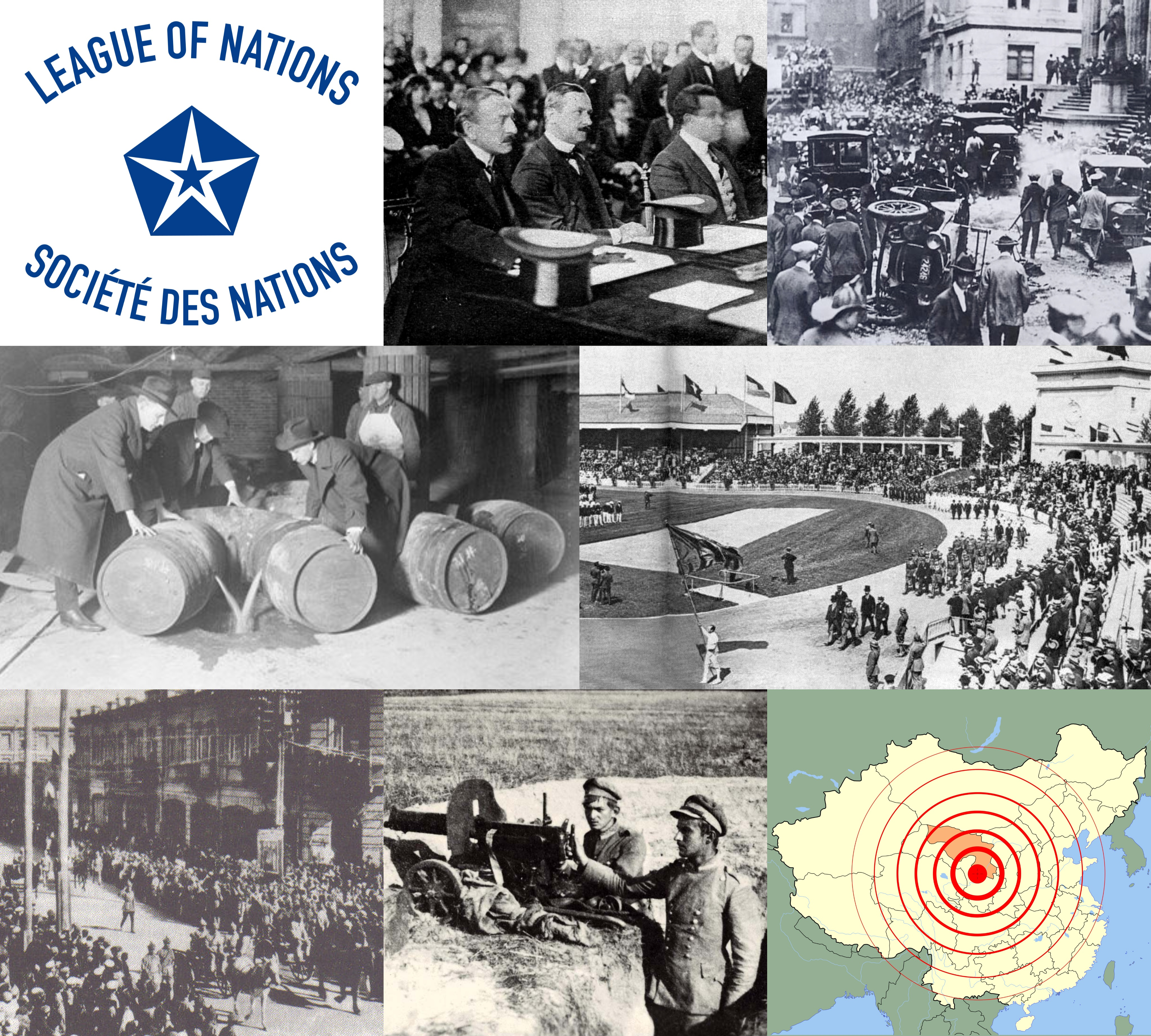

## رویدادها
- آغاز ایجاد زبان نوشتاری برای کُردی سورانی توسط مقامات بریتانیایی در عراق.[۱]

- دریافت جایزه نوبل ادبیات توسط کنوت هامسون از کشور نروژ.
- اجرای ارکستر مشهور چنین گفت زرتشت، اثر ریچارد اشتراوس، موسقیدان و آهنگساز مشهور آلمانی.
- دریافت جایزه نوبل پزشکی توسط شاک کروگ از کشور دانمارک.
- دریافت جایزه نوبل فیزیک توسط شارل ادوارد گیوم از کشور فرانسه.
- تصرف بخارا از سوی ارتش سرخ شوروی و سقوط امارت بخارا.

## زادروزها
- ۷ ژانویه – وینسنت گاردنیا، بازیگر آمریکایی (د. ۱۹۹۲)
- ۱۶ ژانویه – الیوت رید، بازیگر آمریکایی (د. ۲۰۱۳)
- ۱۹ ژانویه – خاویر پرز دکوئیار، سیاست‌مدار و دیپلمات اهل پرو (د. ۲۰۲۰)
- ۲۳ ژانویه – گوتفرید بوهم، معمار و مجسمه‌ساز آلمانی (د. ۲۰۲۱)
- ۷ فوریه – آن وانگ، مهندس آمریکایی (د. ۱۹۹۰)
- ۱۱ فوریه – ملک فاروق، آخرین پادشاه مصر (د. ۱۹۶۵)
- ۶ مارس – لوئیس گیلبرت، فیلمنامه‌نویس، تهیه‌کننده، نویسنده، و کارگردان بریتانیایی (د. ۲۰۱۸)
- ۱۶ مارس – لئو مک‌کرن، بازیگر استرالیایی (د. ۲۰۰۲)
- ۱۷ مارس – شیخ مجیب‌الرحمن، سیاست‌مدار بنگلادشی (د. ۱۹۷۵)
- ۱ آوریل – توشیرو میفونه، تهیه‌کننده و بازیگر ژاپنی (د. ۱۹۹۷)
- ۲ آوریل – جک وب، فیلمنامه‌نویس، بازیگر، و کارگردان آمریکایی (د. ۱۹۸۲)
- ۷ آوریل – راوی شانکار، آهنگساز هندی (د. ۲۰۱۲)
- ۸ آوریل – کارمن مک‌ری، پیانیست و موسیقی‌دان آمریکایی (د. ۱۹۹۴)
- ۲۰ آوریل – جان پال استیونز، افسر و قاضی آمریکایی (د. ۲۰۱۹)
- ۱۱ مه – دنور پیل، بازیگر آمریکایی (د. ۱۹۹۷)
- ۱۸ مه – پاپ ژان پل دوم، پاپ کلیسای کاتولیک (د. ۲۰۰۵)
- ۲۳ مه – هلن اوکونل، موسیقی‌دان و خواننده آمریکایی (د. ۱۹۹۳)
- ۱۵ ژوئن – روژه پونته، دوچرخه‌سوار اهل فرانسه (د. ۲۰۰۹)
- ۲۹ ژوئن – ری هری‌هاوزن، تهیه‌کننده و کارگردان آمریکایی (د. ۲۰۱۳)
- ۱ ژوئیه – لوچدیو سنتیمنتی، بازیکن فوتبال ایتالیایی (د. ۲۰۱۴)
- ۱۰ ژوئیه – اوون چمبرلین، فیزیک‌دان آمریکایی (د. ۲۰۰۶)
- ۱۱ ژوئیه – یول برینر، بازیگر تئاتر و سینما اهل روسیه (د. ۱۹۸۵)
- ۲ اوت – نورا الیزایت مری بویس، پژوهشگر دین زردشتی اهل بریتانیا (د. ۲۰۰۶)
- ۵ اوت – جان شارپ، بازیگر اهل بریتانیا (د. ۱۹۹۲)
- ۲۲ اوت – ری بردبری، نویسنده و فیلمنامه‌نویس آمریکایی (د. ۲۰۱۲)
- ۱۸ سپتامبر – جک واردن، بازیگر آمریکایی (د. ۲۰۰۶)
- ۸ اکتبر – فرانک هربرت، نویسنده آمریکایی (د. ۱۹۸۶)
- ۱۳ اکتبر – لارین دی، مجری تلویزیونی، بازیگر، و نویسنده آمریکایی (د. ۲۰۰۷)
- ۱۵ اکتبر – ماریو پوزو، فیلمنامه‌نویس و نویسنده آمریکایی (د. ۱۹۹۹)
- ۱۷ اکتبر – میگل دلیبس، نویسنده اسپانیایی (د. ۲۰۱۰)
- ۱۳ نوامبر – جک ایلام، بازیگر آمریکایی (د. ۲۰۰۳)
- ۲۵ نوامبر – ریکاردو مونتالبان، بازیگر مکزیکی (د. ۲۰۰۹)
- ۲۹ نوامبر – ایگور لیگاچف، سیاست‌مدار روسی (د. ۲۰۲۱)
- ۳۰ نوامبر – ویرجینیا میو، بازیگر آمریکایی (د. ۲۰۰۵)
- ۹ دسامبر – کارلو آدزلیو چیامپی، اقتصاددان و سیاست‌مدار ایتالیایی (د. ۲۰۱۶)
- ۳۰ دسامبر – جک لرد، تهیه‌کننده، بازیگر، و کارگردان آمریکایی (د. ۱۹۹۸)
- ۳۱ دسامبر – رکس آلن، ژورنالیست، بازیگر، و خواننده آمریکایی (د. ۱۹۹۹)

## مرگ‌ها
- ۲ ژانویه – پل آدام، نویسنده فرانسوی (ز. ۱۸۶۲)
- ۷ ژانویه – ادموند بارتون، سیاست‌مدار و دیپلمات استرالیایی (ز. ۱۸۴۹)
- ۱۰ آوریل – موریتس کانتور، ریاضی‌دان آلمانی (ز. ۱۸۲۹)
- ۲۶ آوریل – سرینیواسا رامانوجان، ریاضی‌دان هندی (ز. ۱۸۸۷)
- ۱۰ سپتامبر – الیو توماس، بازیگر آمریکایی (ز. ۱۸۹۴)
- ۲۷ نوامبر – آلکسیوس مایننگ، فیلسوف اتریشی (ز. ۱۸۵۳)

## اختراعات
- تله فوتو گرافی توسط بلن فرانسوی
- کندانساتور دنت آمریکایی

## اکتشافات
- اتم(تئوری انفجار)ارنست راتر فوردانگلیسی
- والتر نرتست بررسیهای مهم در زمینه ترمو دینامیک آلمانی